# Szentlélek-patak
A Szentlélek-patak a Cserhátban ered a Darázsdói-patak és a Lóci-patak összefolyásából, Szécsény településtől keletre, Nógrád vármegyében, mintegy 230 méteres tengerszint feletti magasságban. A patakot létrehozó összefolyástól kezdve nyugati irányban halad, majd Szécsény nyugati részénél éri el a Ipolyt.

## Part menti települések
- Szécsény